# تالي بيفيلاكوا
تالي بيفيلاكوا (بالإنجليزية: Tully Bevilaqua) مواليد 19 يوليو 1972 في أستراليا الغربية، هي لاعبة كرة سلة أسترالية سابقة بدأت مسيرتها الاحترافية في سنة 1998. مثلت منتخب بلادها. شاركت في دورة الألعاب الأولمبية الصيفية سنة 2008. حققت المركز الأول في كأس العالم لكرة السلة للسيدات 2006. اعتزلت اللعب في 2012. فازت بلقب دوري المحترفات.

## المسيرة الاحترافية
لعبت مع كليفلاند روكرز في سنة 1998، ثم لعبت مع سياتل ستورم في موسم 2003–2004، ثم لعبت مع إنديانا فيفر من سنة 2005 إلى 2010.

## الميداليات
| الميدالية | المسابقة                                            |
| --------- | --------------------------------------------------- |
| فضية      | منافسات كرة السلة في الألعاب الأولمبية الصيفية 2008 |
| ذهبية     | كأس العالم لكرة السلة للسيدات 2006                  |

## روابط خارجية
- تالي بيفيلاكوا على موقع الاتحاد الدولي لكرة السلة (الإنجليزية)
- تالي بيفيلاكوا على موقع الاتحاد الوطني لكرة السلة النسائية (الإنجليزية)
- تالي بيفيلاكوا على موقع كرة السلة الأوروبية.كوم (الإنجليزية)
- تالي بيفيلاكوا على موقع سبورتس رفرنس (الإنجليزية)
- تالي بيفيلاكوا على موقع سبورتس رفرنس (الإنجليزية)
- تالي بيفيلاكوا على موقع أوليمبيديا (الإنجليزية)
- تالي بيفيلاكوا على موقع اللجنة الأولمبية الأسترالية (الإنجليزية)
- تالي بيفيلاكوا على موقع اتحاد ألعاب الكومنولث (مؤرشف) (الإنجليزية)
- تالي بيفيلاكوا على موقع دورة ألعاب الكومنولث 2006 (مؤرشف) (الإنجليزية)